# Buffonellodes glabra
Buffonellodes glabra är en mossdjursart som beskrevs av Hayward 1991. Buffonellodes glabra ingår i släktet Buffonellodes och familjen Buffonellodidae. Inga underarter finns listade i Catalogue of Life.